# Rueun
Rueun (, toponimo romancio; in tedesco Ruis, ufficiale fino al 1943, in italiano Roano, desueti) è una frazione di 426 abitanti del comune svizzero di Ilanz/Glion, nella regione Surselva (Canton Grigioni).

## Geografia fisica
Il paese si trova nella valle del Reno Anteriore.

## Storia

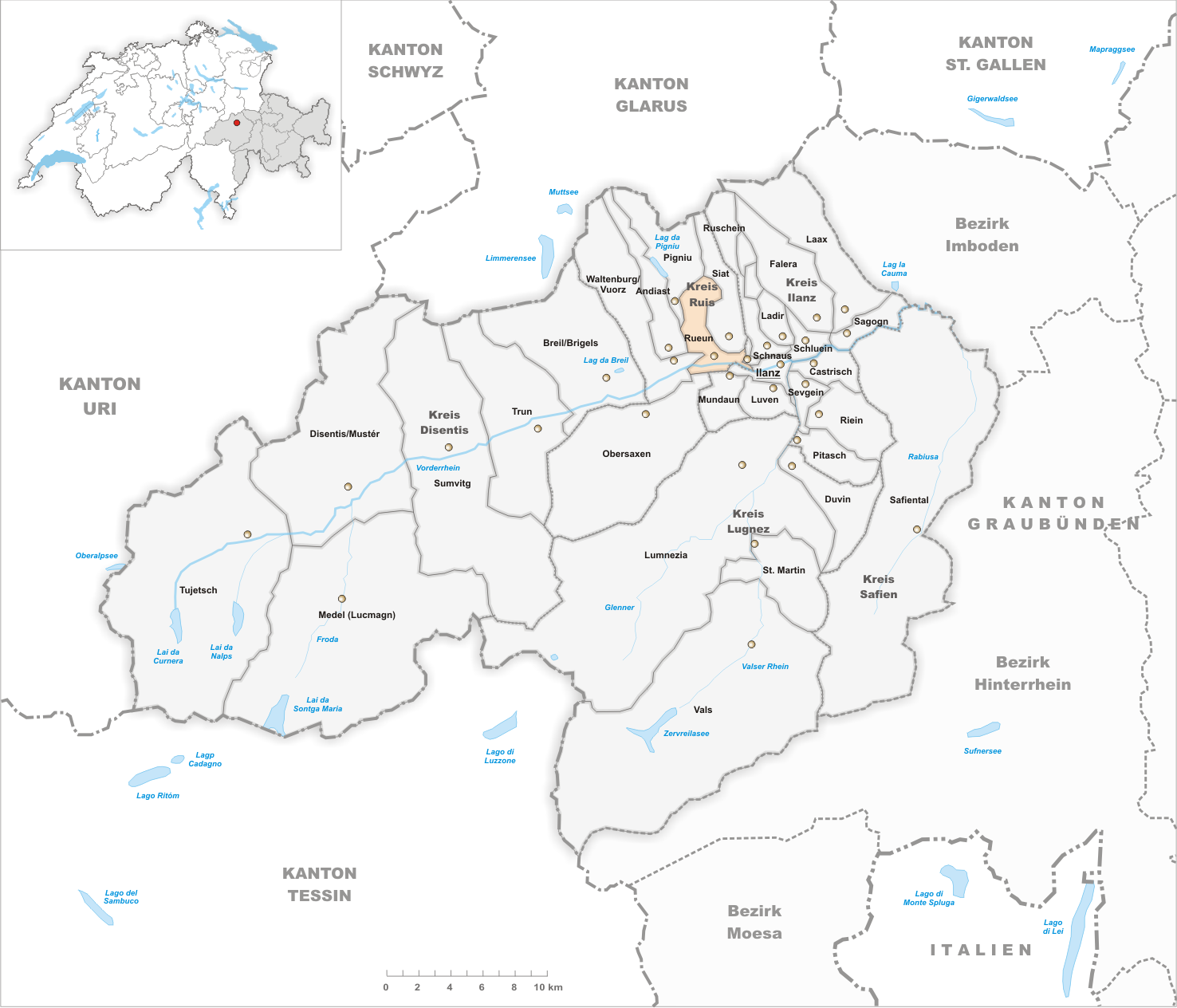
Il territorio del comune di Rueun prima degli accorpamenti comunali del 2014

Già comune autonomo che si estendeva per 11,58 km², il 1º gennaio 2014 è stato aggregato agli altri comuni soppressi di Castrisch, Duvin, Ilanz, Ladir, Luven, Pigniu, Pitasch, Riein, Ruschein, Schnaus, Sevgein e Siat per formare il nuovo comune di Ilanz/Glion.

### Simboli
La figura di sant'Andrea si riferisce al legame storico della parrocchia di Rueun con l'abbazia di Disentis. Dopo la soppressione del comune, questo scudo è mantenuto solo come simbolo tradizionale, poiché Rueun, come le vicine frazioni riunite, da allora utilizza ufficialmente l'emblema che era stato proprio solo di Ilanz.

## Monumenti e luoghi d'interesse
- Chiesa cattolica di Sant'Andrea, attestata dall'831[1];
- Cappella di Santa Maria Maddalena[3].

## Società

### Evoluzione demografica
L'evoluzione demografica è riportata nella seguente tabella:
Abitanti censiti

### Lingue e dialetti
Nel 2000 l'80% della popolazione parlava la lingua romancia.

## Infrastrutture e trasporti

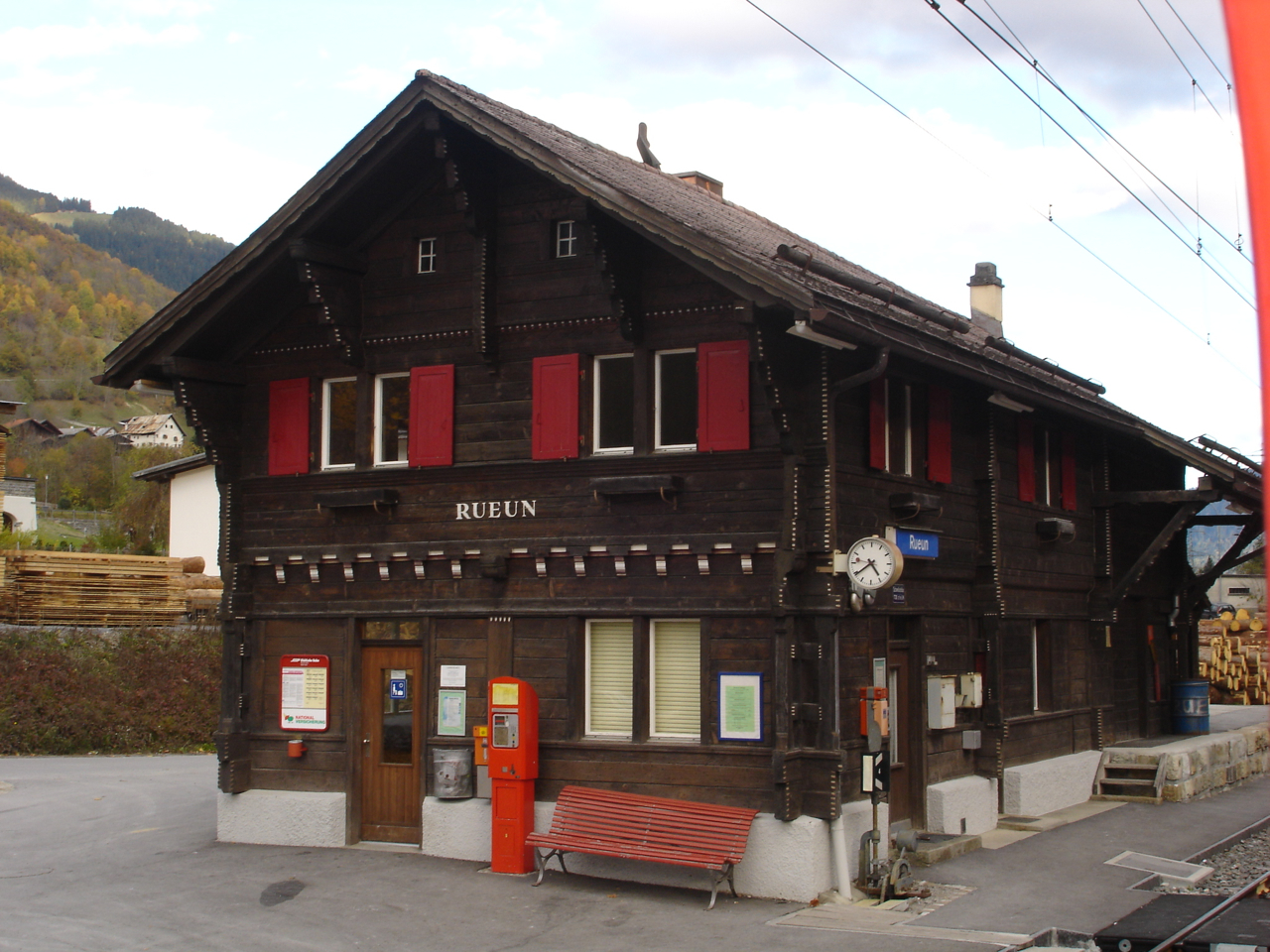
La stazione di Rueun

Rueun è servito dall'omonima stazione della Ferrovia Retica (linea Reichenau-Disentis).